# Varize (Moselle)
Varize település Franciaországban, Moselle megyében. Lakosainak száma 501 fő (2022. január 1.). Varize Bannay, Bionville-sur-Nied, Brouck, Condé-Northen, Courcelles-Chaussy, Helstroff, Maizeroy, Raville és Servigny-lès-Raville községekkel határos.

## Népesség
A település népessége az elmúlt években az alábbi módon változott:
| Lakosok száma | 533  | 540  | 556  | 552  | 537  | 521  | 506  | 498  | 501  |
|               | 2013 | 2015 | 2016 | 2017 | 2018 | 2019 | 2020 | 2021 | 2022 |